# 어도비 크리에이티브 클라우드
어도비 크리에이티브 클라우드(영어: Adobe Creative Cloud, Adobe CC)는 어도비의 애플리케이션 및 서비스 모음으로, 구독자에게 그래픽 디자인, 영상 편집, 웹 개발, 사진술에 사용되는 소프트웨어 모음은 물론, 일련의 모바일 애플리케이션 및 일부 선택적 클라우드 서비스에 대한 접근 권한을 제공한다. 크리에이티브 클라우드에서 월별 또는 연간 구독 서비스는 인터넷을 통해 제공된다. 크리에이티브 클라우드 소프트웨어는 인터넷에서 다운로드하여 로컬 컴퓨터에 직접 설치되며, 구독이 유효한 동안 사용할 수 있다. 온라인 업데이트 및 여러 언어가 CC 구독에 포함된다. 크리에이티브 클라우드는 처음에 아마존 웹 서비스에 호스팅되었으나, 마이크로소프트와의 새로운 계약에 따라 2017년 버전부터는 마이크로소프트 애저에 호스팅된다.
이전에는 어도비가 개별 제품과 여러 제품(예: 어도비 크리에이티브 제품군 또는 어도비 이러닝 스위트)을 포함하는 소프트웨어 제품군을 영구 소프트웨어 사용권으로 제공했다.
어도비는 2011년 10월에 크리에이티브 클라우드를 처음 발표했다. 어도비 크리에이티브 제품군의 또 다른 버전은 다음 해에 출시되었다. 2013년 5월 6일, 어도비는 크리에이티브 제품군의 새로운 버전을 출시하지 않을 것이며, 향후 소프트웨어 버전은 크리에이티브 클라우드를 통해서만 제공될 것이라고 발표했다. 크리에이티브 클라우드 전용으로 제작된 첫 번째 새 버전은 2013년 6월 17일에 출시되었다.

## 현재 애플리케이션 및 서비스
어도비 크리에이티브 클라우드는 어도비 크리에이티브 제품군의 많은 기능을 유지하고 새로운 기능을 도입한다. 가장 중요한 것은 즉각적인 업그레이드 가용성, 클라우드 저장, 그리고 더 쉬운 공유이다. 2014년 6월, 이 회사는 크리에이티브 클라우드의 필수 데스크톱 도구 14개 버전, 4개의 새로운 모바일 앱, 그리고 기업, 교육 및 사진 고객을 위한 크리에이티브 하드웨어의 가용성을 발표했다.
비디오 디스크 제작 프로그램 어도비 앙코르와 웹 중심의 비트맵 편집기 어도비 파이어웍스는 모두 2013년에 어도비에 의해 중단되었지만, 2019년 5월까지 크리에이티브 클라우드를 통해 다운로드할 수 있었다.

### 패키지
어도비는 개인용 크리에이티브 클라우드 구독 서비스에 대해 4가지 등급을 제공한다(비즈니스 및 학교용 다른 유형도 있음).
- 사진 – 어도비 크리에이티브 클라우드의 일부 사진 관련 기능과 포토샵 CC 및 라이트룸 CC에 대한 접근 권한을 포함한다.[15]
- 단일 앱 – 크리에이티브 클라우드의 모든 기능과 함께 11개의 선택된 애플리케이션 목록에서 사용자가 선택한 단일 애플리케이션에 대한 접근 권한을 포함한다.
- 모든 앱 – 크리에이티브 클라우드의 주요 등급으로, 크리에이티브 클라우드의 모든 기능과 함께 제품군 내의 모든 애플리케이션에 대한 접근 권한을 포함한다.
- 모든 앱 + 어도비 스톡 – 크리에이티브 클라우드의 모든 표준 기능과 어도비 스톡의 기능을 포함한다.

### 데스크톱, 모바일 및 웹 서비스
다음은 크리에이티브 클라우드에서 제공되는 서비스를 포함한다.
| 아이콘 | 제품명                                    | 마지막 주요 버전  | 사용 가능                                                                      | 지원 OS                           |
| ------ | ----------------------------------------- | ----------------- | ------------------------------------------------------------------------------ | --------------------------------- |
|        | 애크러뱃                                  | DC 23.0           | Standalone package Creative Suite Creative Cloud Technical Communication Suite | Windows, macOS, Android, iOS, web |
|        | 에어로                                    | Beta (0.23.4)     | Standalone product                                                             | Windows, macOS, Android, iOS      |
|        | 애프터 이펙트                             | CC 2025 (25.1)    | Standalone package Creative Suite Creative Cloud                               | Windows, macOS                    |
|        | 애니메이트 (이전 명칭 Flash Professional) | CC 2024 (24.0.2)  | Standalone package Creative Suite eLearning Suite Creative Cloud               | Windows, macOS                    |
|        | 오디션                                    | CC 2024 (24.0.3)  | Standalone package Creative Suite eLearning Suite Creative Cloud               | Windows, macOS                    |
|        | 비핸스                                    | N/A               | Standalone product Creative Cloud                                              | Android, iOS, web                 |
|        | 브리지                                    | CC 2024 (14.0.1)  | Creative Suite eLearning Suite Photoshop Creative Cloud                        | Windows, macOS                    |
|        | Capture                                   |                   | Standalone product Creative Cloud                                              | Android, iOS                      |
|        | 캐릭터 애니메이터                         | CC 2024 (24.2)    | Standalone product Creative Cloud                                              | Windows, macOS                    |
|        | Color (이전 Kuler)                        | N/A               | Standalone product Creative Cloud                                              | Web (이전 iOS 및 Android)         |
|        | Comp                                      |                   | Standalone product Creative Cloud                                              | Android, iOS                      |
|        | Creative Cloud Desktop app                | 6.0.0             | Standalone product Creative Cloud                                              | Windows, macOS, Android, iOS, web |
|        | 디멘션                                    | CC 2024 (3.4.11)  | Standalone product Creative Cloud                                              | Windows, macOS                    |
|        | 드림위버                                  | CC 2024 (21.3)    | Standalone package Creative Suite eLearning Suite Creative Cloud               | Windows, macOS                    |
|        | 다이내믹 링크                             | N/A               | Standalone package Creative Cloud Creative Suite                               | Windows, macOS                    |
|        | 익스프레스                                | N/A               | Standalone package Creative Cloud                                              | Web, Android, iOS                 |
|        | ExtendScript Toolkit                      | CC                | Standalone package Creative Cloud                                              |                                   |
|        | 폰트 (이전 Typekit)                       | N/A               | Standalone package Creative Cloud                                              | Web                               |
|        | 프레스코                                  | 2.0.3             | Standalone package Creative Cloud                                              | Windows, macOS, iOS               |
|        | 일러스트레이터                            | CC 2025 (29)      | Standalone package Creative Cloud Creative Suite                               | Windows, macOS, iOS               |
|        | 일러스트레이터 드로우                     |                   |                                                                                | Android, iOS                      |
|        | 인카피                                    | CC 2025 (19.0.1)  | Standalone package Creative Cloud Creative Suite                               | Windows, macOS                    |
|        | 인디자인                                  | CC 2025 (19.0.1)  | Standalone package Creative Cloud Creative Suite                               | Windows, macOS                    |
|        | 라이트룸                                  | CC 2025 (7.1.2)   | Standalone package Creative Cloud Creative Suite                               | Windows, macOS, Android, iOS, web |
|        | 라이트룸 클래식                           | CC 2025 (13.1)    | Standalone package Creative Cloud                                              | Windows, macOS                    |
|        | 미디어 인코더                             | CC 2025 (25)      | Creative Cloud Creative Suite                                                  | Windows, macOS                    |
|        | 포토샵                                    | CC 2025 (26)      | Standalone package Creative Suite Creative Cloud eLearning Suite               | Windows, macOS, web               |
|        | 포토샵 카메라                             |                   | Standalone package Creative Cloud                                              | Android, iOS                      |
|        | 포토샵 픽스                               | 1.3               | Standalone package Creative Cloud                                              | Android, iOS                      |
|        | 포토샵 믹스                               |                   | Standalone package Creative Cloud                                              | Android, iOS                      |
|        | 포토샵 스케치                             | 3.4               | Standalone package Creative Cloud                                              | Android, iOS                      |
|        | 포트폴리오                                | N/A               | Standalone package Creative Cloud                                              | Web                               |
|        | 프리루드                                  | CC 2025 (22.6.1)  | Standalone package Creative Suite Creative Cloud                               | Windows, macOS                    |
|        | 프리미어 프로                             | CC 2025 (25)      | Standalone package Creative Suite Creative Cloud                               | Windows, macOS                    |
|        | 프리미어 러쉬                             | CC 2025 (2.10)    | Standalone Creative Cloud                                                      | Windows, macOS, Android, iOS      |
|        | 스파크 페이지                             | 3.1.0             | Standalone Creative Cloud                                                      | iOS                               |
|        | 스파크 비디오                             | 2.1.4             | Standalone Creative Cloud                                                      | iOS                               |
|        | 스톡                                      | N/A               | Standalone Creative Cloud                                                      | Web                               |
|        | XD                                        | CC 2024 (57.1.12) | Standalone Creative Cloud                                                      | Windows, macOS                    |

### 숨겨진 도우미 도구
- 어도비 IPC 브로커는 크리에이티브 클라우드와 함께 백그라운드에서 실행되는 앱이다. 이 숨겨진 프로그램은 포토샵 또는 일러스트레이터와 같은 여러 크리에이티브 클라우드 앱을 통합하는 프로세스를 실행한다.[17]

## 단종된 제품
- 플래시 빌더, 이전 플렉스 빌더는 어도비 플래시 플랫폼을 위한 리치 인터넷 애플리케이션(RIA) 및 크로스 플랫폼 데스크톱 애플리케이션 개발을 위한 이클립스 플랫폼 기반의 통합 개발 환경(IDE)이었다.
- 플래시 프로페셔널(현재 어도비 애니메이트)은 플래시의 콘텐츠 저작 애플리케이션이다.
- 퓨즈, 이전 퓨즈 캐릭터 크리에이터는 원래 믹사모에서 개발한 3D 캐릭터 애니메이션 애플리케이션이다. 2015년 6월 어도비 시스템즈에 인수되었으며, 베타 테스트 중 단종되었다.
- 아이디어스 CC는 벡터, 레이어, 색상 테마를 사용하여 거의 모든 곳에서 디자인할 수 있는 모바일 디지털 스케치패드 앱이다.
- 쿨러 CC, 나중에 어도비 컬러 CC라고 불린 이 앱은 모바일 장치용 색상 테마 앱이었다. 어도비가 어도비 크리에이티브 클라우드를 통해 개발하고 판매했다.
- 뮤즈는 코드를 작성할 필요 없이 고정형, 유동형 또는 적응형 웹사이트를 만드는 데 사용되었던 단종된 오프라인 웹사이트 빌더이다.
- 프리미어 클립은 모바일 플랫폼의 타임라인 기반 영상 편집 소프트웨어이다.
- 프리뷰 CC는 모바일 디자인을 미리 보는 앱이다.
- 스카우트는 플래시 SWF 파일을 위한 프로파일링 도구이다.
- 스피드그레이드는 프리미어 프로젝트의 색상 보정을 수행하고 모양을 개발하는 도구였다. 스피드그레이드는 2017년 8월 22일에 단종되었지만, 당시 구독자들은 여전히 사용할 수 있었다.[18] 스피드그레이드의 기능은 현재 프리미어 프로의 Lumetri 색상 보정 기능에서 찾아볼 수 있다.
- 스토리는 프리미어 프로 제품군과 통합되는 시나리오 작성 및 영화/TV 사전 제작 온라인 애플리케이션이었다. 사용자가 영화 대본을 만들 수 있게 해준다.
- 보코는 어도비의 미출시 오디오 편집 및 생성 프로토타입 소프트웨어로, 새로운 오디오 편집 및 생성을 가능하게 한다.

## 평가
영구 라이선스에서 구독 모델로의 전환은 상당한 비판을 받았다. 어도비의 클라우드 기반 모델이 논쟁과 불확실성을 야기했지만, 그리고 짜증과 갈등을 일으켰음에도 불구하고, CNET과 제프리스의 설문조사에 따르면 불평에도 불구하고 140만 명의 구독자 대부분이 갱신할 계획인 것으로 나타났다.

### 비판
어도비는 구독 기반 라이선스 모델로 전환하면서 제품에 대한 더 빈번한 기능 업데이트와 전통적인 릴리스 주기를 폐지한다고 발표했다. 고객은 월별 구독료를 지불해야 한다. 결과적으로, 구독자가 구독을 취소하거나 지불을 중단하면 소프트웨어 접근 권한뿐만 아니라 사유 파일 형식으로 저장된 작업을 열 수 있는 기능도 상실하게 된다.
투자자들은 이러한 움직임을 환영했지만, 많은 고객들은 부정적으로 반응했다. 이러한 변화는 기업과 독립 디자이너 모두에게 엇갈린 평가를 받았으며, 많은 사람들이 웹과 여러 인터넷 청원을 통해 불만을 표출했다. 이 중에는 발표 후 몇 주 만에 3만 명 이상의 서명을 받은 Change.org 청원도 있었다.
크리에이티브 클라우드는 핵심 기능 중 하나인 파일 동기화 오류로 비판을 받았다. 2013년 5월, 어도비는 파일 동기화 데스크톱 미리보기 기능을 "향후 몇 주 동안" 중단한다고 발표했다. 크리에이티브 클라우드 리뷰어들은 클라우드 스토리지의 기능에 실망했으며 "어도비의 구독 모델에 전혀 납득하지 못했다". 일부 사용자들은 현재 크리에이티브 클라우드 소프트웨어 버전이 더 이상 지원되지 않을 때 컴퓨터 하드웨어를 업그레이드해야 하는 것에 대해 우려했다.
일부 고객들은 회사로서의 어도비에 대한 신뢰를 잃고 불안감이 증가하는 것을 경험했다. 어도비의 구독 전용 가격 책정에 대한 상당한 고객 비판에도 불구하고, 회사는 구독과 함께 자사 소프트웨어의 영구 라이선스를 판매하지 않을 것이라고 발표했다: "우리는 이것이 큰 변화임을 이해하지만, 크리에이티브 클라우드에 대한 비전에 전념하고 있으며 모든 새로운 혁신을 크리에이티브 클라우드에 집중할 계획이다."
2014년 5월, 로그인 중단으로 인해 서비스가 하루 이상 중단되어 그래픽 전문가들이 크리에이티브 클라우드에 접근하지 못하게 되었다. 어도비는 이 전 세계적인 크리에이티브 클라우드 장애에 대해 사과했다. 처음 고객들에게 보상 여부를 물었을 때, 회사 고객 서비스는 "중단에 대해 보상해 드릴 수 없다. 불편을 드려 다시 한번 죄송하다"고 답했다. 어도비는 나중에 "사안별"로 보상을 검토할 것이라고 발표했다. 이러한 중단은 어도비의 구독 기반 라이선스 모델 전반과 함께 심한 비판을 받았다.
온라인 기사들은 어도비 제품의 대체품을 제시하기 시작했으며, 경쟁 제품들은 불만족스러운 어도비 고객들을 대상으로 직접 대안을 제시하고 프로모션을 시작했다. 그러나 어도비는 크리에이티브 클라우드가 "창작 분야에서 가장 고객 만족도가 높은 제품"이며, 어도비가 순수 구독 모델로 전환하기 전에도 "어도비 웹사이트에서 제품을 구매한 고객의 80% 이상이 CS보다 CC를 선택했다"고 주장했다.
크리에이티브 클라우드는 가장 많이 불법 복제된 소프트웨어 중 하나인 포토샵의 불법 복제를 억제할 것으로 예상되었지만, 크리에이티브 클라우드는 공식 출시 하루 만에 해킹되어 무단으로 애플리케이션이 유포되었다. 어도비는 구독 결제 방식이 이전에 불법 복제했던 사용자들에게 소프트웨어를 더 쉽게 접근할 수 있게 할 것이라고 주장했다.
2019년 5월 14일, 일부 크리에이티브 클라우드 사용자는 어도비로부터 이전 버전의 크리에이티브 클라우드 애플리케이션 라이선스가 해지되었으며, 소프트웨어를 개인 컴퓨터에서 업데이트하지 않으면 제3자로부터 민사 소송을 당할 수 있다는 이메일을 받았다. 어도비 담당자는 해당 서신의 진위 여부를 확인했다. 이 상황은 어도비의 구독 전용 사업 모델에 대한 비판을 다시 불러일으켰다.
어도비가 서비스 약관을 업데이트하여 사용자에게 콘텐츠를 어도비와 공유하도록 강제함에 따라, NDA를 체결한 어도비 사용자들은 문제가 발생할 수 있다. 이 조항은 모든 NDA를 위태롭게 할 것이다.

## 같이 보기
- 어도비 소프트웨어 목록